# 会見郡
- 令制国一覧 > 山陰道 > 伯耆国 > 会見郡
- 日本 > 中国地方 > 鳥取県 > 会見郡

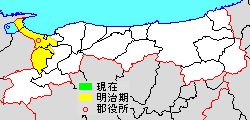
鳥取県会見郡の位置

会見郡（あいみぐん）は、鳥取県（伯耆国）にあった郡。

## 郡域
1879年（明治12年）に行政区画として発足した当時の郡域は、境港市・西伯郡日吉津村・南部町および米子市の大部分（淀江町西原、淀江町福頼、淀江町西尾原、淀江町本宮以東を除く）、西伯郡伯耆町の一部（福岡原および岸本、金廻、吉定、上細見、小野以西）にあたる。

## 歴史
『伯耆国風土記』逸文、『和名抄』などでは相見と記され、「あふみ」（おうみ）の訓が付けられている。古代から中世にかけては会見もしくは相見と両方の表記が存在し、会見（あいみ）の表記に統一されたのは近世以降である。

### 古代
『延喜式』にみえる相見駅は長者屋敷遺跡（現・伯耆町内）付近とする説などが出されており、郡家の所在地も会見郷とする説、古代の建物跡が発見された長者屋敷遺跡とする説などが存在し、現在では後者の方が有力である。
広大な郡であったため、確認されるものでも3回の分割が行われた。平安時代末期の同郡内の豪族であった紀成盛は「会東郡主」を自称していたことから東西に分割されていた時期があったものと思われる。

#### 郷
『和名類聚抄』に記される郡内の郷。
- 日下郷
- 細見郷
- 美濃郷
- 安曇（あずみ）郷
- 巨勢（こせ）郷
- 蚊屋郷
- 天万（てま）郷
- 千太（ちた）郷
- 会見郷
- 星川郷
- 鴨部郷
- 半生（はにゅう）郷

このほかにも余戸里、賀茂郷が他の史料などに見える。

#### 式内社
『延喜式』神名帳に記される郡内の式内社。
| 神名帳             | 神名帳                    | 神名帳 | 神名帳 | 比定社     | 比定社           | 比定社     | 集成 |
| 社名               | 読み                      | 格     | 付記   | 社名       | 所在地           | 備考       | 集成 |
| ------------------ | ------------------------- | ------ | ------ | ---------- | ---------------- | ---------- | ---- |
| 会見郡 2座（並小） |                           |        |        |            |                  |            |      |
| 胸形神社           | ムナカタノ                | 小     |        | 宗形神社   | 鳥取県米子市宗像 |            |      |
| 大神山神社         | オホムワノ オホカミヤマノ | 小     |        | 大神山神社 | 鳥取県米子市尾高 | 伯耆国二宮 |      |
| 凡例を表示         |                           |        |        |            |                  |            |      |

### 中世から近世
江戸時代には宝暦4年（1754年）、安政5年（1858年）に郡の分割が行われ、前者では東会見・西会見に、後者の分割では口会見・奥会見に分けられた。

### 近世以降の沿革
- 明治初年時点で、概ね全域が因幡鳥取藩領であった。「旧高旧領取調帳」に記載されている村は以下の通り。●は村内に寺社領が存在。（1町2宿182村）

小波村、平岡村、中間村、●尾高村、福富村、泉村、岡成村、●日下村、福万村、福岡村、石州府村、岸本村、●吉定村、上細見村、河岡村、赤井手村、●上新印村、一部村、高田村、●四日市村、千太村、上豊田村、下豊田村、古川村、吉岡村、東千太村、島田村、津末村、下新印村、今在家村、二本木村、下郷村、●佐陀村、灘村、●日吉津村、今村（現・日吉津村）、今吉村、蚊屋村、熊党村、浦木村、観音寺村、長砂村、車尾村、中河原村、中島村、皆生村、上福原村、西福原村、東福原村、米原村、三柳村、下三柳村、河崎村、上後藤村、大篠津村、和田村、富益村、夜見村、佐斐神村、大崎村、小篠津村、葭津村、新屋村、竹内村、高松村、福定村、中野村、●境村（現・境港市）、上道村、東外江村、西外江村、渡村、森岡村、●粟島村、下粟島村、後藤村、安倍村、●米子町、●大谷村（現・米子市祇園町など）、勝田村、陽田村、●下飯生村、上飯生村、目組村、●陰田村、宗像村、日原村、奥谷村、石井村、奈喜良村、古市村、新山村、今村（現・米子市）、大谷村（現・米子市榎原）、橋本村、兼久村、青木村、別所村、岩屋谷村、新荘村（現・米子市）、●山市場村、八幡村、●東八幡村、水浜村、遠藤村、吉長村、押口村、殿河内村、大寺村、坂中村、長者原村、小町村、立岩村、小野村、金廻村、鶴田村、上野村、荻名村、宮谷村、小松村、池野村、●御内谷村、井上村、大谷村（現・南部町）、浅井村、宮前村、市場村、馬平村、坪屋村、縄平村、山根村、住吉村、石田村、諸木村、●天万宿、寺内村、清水川村、三崎村、上安曇村、下安曇村、大袋村、境村（現・南部町）、坂根村、谷川村、柏尾村、阿賀村、下阿賀村、●新荘村（現・南部町）、●北方村、猪小路村、●原村、西村、鍋倉村、与一谷村、絹屋村、馬場村、徳長村、武信村、道河内村、伐株村、●法勝寺宿、掛相村、馬佐良村、八子村、金崎村、江原村、金山村、二升村、今長村、篠相村、福頼村、落合村、鴨部村、能竹村、賀祥村、信頼村、入蔵村、あごうじ村、赤谷村、定常村、早田村、大河内村、篠畑村、大木屋村、常清村
- 明治初年 - 千太村が四日市村に、中河原村が車尾村にそれぞれ合併。（1町2宿180村）
- 明治3年（1870年） - 境村（現・境港市）が上道村の一部（枝郷鼻）を合併のうえ改称して境町となる。（2町2宿179村）
- 明治4年7月14日（1871年8月29日） - 廃藩置県により鳥取県の管轄となる。
- 明治5年1月14日（1872年2月22日） - 鳥取県は県内に112の区を設定。当郡は第79区から第97区となる[5]。
- 明治6年（1873年）12月5日 - 112区制を廃し、大区小区制施行。口会見は第13大区として会議所を米子町に置き、船越正喜が大区長となる。また奥会見は第14大区として会議所を天万宿に置き、都田義知が大区長となる[5][6]。

| 鳥取県第13大区（全12小区） | 鳥取県第13大区（全12小区） | 鳥取県第13大区（全12小区） |
| 旧区                       | 小区                       | 所属村 |
| -------------------------- | -------------------------- | --- |
| 79区                       | 小1区                      | 平岡村、小波村、中間村、灘村、佐陀村、二本木村、津末村、浦木村、吉岡村、熊党村、日吉津村、今村（現・日吉津村）、今吉村                                                                     |
| 81区                       | 小2区                      | 観音寺村、宗像村、日原村、奥谷村、石井村、陰田村、大谷村（現・米子市祇園町など）、目組村、上飯生村、下飯生村、長砂村、陽田村、勝田村、中島村、車尾村、皆生村、上福原村、東福原村、西福原村 |
| 83区                       | 小3区                      | 博労町、糀町一丁目、糀町二丁目、道笑町、日野町、茶町、塩町、大工町、新博労町 |
| 82区                       | 小4区                      | 東町、堀端町、郭内、西町、宮町、中町、五十人町、内町、天神町一丁目、天神町二丁目 |
| 84区                       | 小5区                      | 法勝寺町、紺屋町、四日市町、東倉吉町、西倉吉町、尾高町、岩倉町、立町一丁目、立町二丁目、灘町一丁目、灘町二丁目、灘町新田、寺町、新法勝寺町                                                 |
| 80区                       | 小6区                      | 米原村、三柳村、下三柳村、河崎村、上後藤村、安倍村、粟島村、後藤村、下粟島村 |
| 86区                       | 小7区                      | 夜見村、富益村、和田村 |
| 87区                       | 小8区                      | 大崎村、葭津村、渡村、森岡村 |
| 88区                       | 小9区                      | 大篠津村、佐斐神村、小篠津村、新屋村 |
| 89区                       | 小10区                     | 高松村、竹内村、福定村、中野村、上道村 |
| 90区                       | 小11区                     | 東外江村、西外江村 |
| 91区                       | 小12区                     | 境町（花町一丁目－三丁目、入船町一丁目－三丁目、朝日町一丁目－三丁目、相生町一丁目・二丁目、栄町一丁目－四丁目、末広町一丁目・二丁目、遊亀町、松ヶ枝町一丁目－四丁目）                     |

| 鳥取県第14大区（全7小区） | 鳥取県第14大区（全7小区） | 鳥取県第14大区（全7小区） |
| 旧区                      | 小区                      | 所属村 |
| ------------------------- | ------------------------- | --- |
| 97区                      | 小1区                     | 尾高村、岡成村、泉村、下郷村、今在家村、蚊屋村、下新印村、赤井手村、福富村、一部村、上新印村、高田村、島田村、東千太村、上豊田村、下豊田村、古川村                                                                             |
| 96区                      | 小2区                     | 上細見村、立岩村、吉定村、岸本村、押口村、吉長村、遠藤村、水浜村、東八幡村、河岡村、福万村、石州府村、福岡村、日下村 |
| 85区                      | 小3区                     | 殿河内村、新荘村（現・米子市）、八幡村、山市場村、四日市村、兼久村、青木村、下安曇村、長者原村、別所村、上安曇村、三崎村、大袋村、橋本村、奈喜良村                                                                             |
| 92区                      | 小4区                     | 新山村、古市村、今村（現・米子市）、大谷村（現・米子市榎原）、境村、坂根村、谷川村、柏尾村、寺内村、清水川村、下阿賀村、阿賀村、新荘村（現・南部町）                                                                           |
| 93区                      | 小5区                     | 原村、北方村、猪小路村、与一谷村、鍋倉村、絹屋村、西村、馬場村、徳長村、武信村、道河内村、伐株村 |
| 95区                      | 小6区                     | 池野村、鶴田村、小野村、金廻村、小町村、上野村、荻名村、馬平村、坪屋村、縄平村、山根村、石田村、住吉村、市場村、小松村、宮谷村、御内谷村、井上村、大谷村（現・南部町）、浅井村、宮前村、天万宿、諸木村、宮谷村、坂中村、大寺村 |
| 94区                      | 小7区                     | 法勝寺宿、落合村、鴨部村、福頼村、篠相村、掛相村、馬佐良村、八子村、金崎村、常清村、金山村、二升村、江原村、今長村、能竹村、賀祥村、信頼村、入蔵村、あごうじ村、定常村、赤谷村、早田村、大河内村、篠畑村、大木屋村             |

- 明治9年（1876年）8月21日 - 第2次府県統合により島根県の管轄となる。
- 明治10年（1877年）3月[5]
  - 3ヶ所存在した大谷村のうち、第13大区小2区が西大谷村（現・米子市祇園町など）、第14大区小4区が榎原村（現・米子市榎原）、同小6区が高姫村（現・南部町）にそれぞれ改称。
  - 2ヶ所存在した今村のうち、第13大区小1区が富吉村（現・日吉津村）、第14大区小4区が吉谷村（現・米子市）にそれぞれ改称。
  - 2ヶ所存在した新荘村[3]のうち、第14大区小3区が諏訪村（現・米子市）、同小4区が倭村（現・南部町）にそれぞれ改称。
- 明治10年（1877年）5月22日 - 下記の町村の統合が行われる[5]。（2町2宿146村）

- 高島村 ← 高田村、島田村
- 福市村 ← 四日市村、山市場村
- 古豊千村 ← 上豊田村、下豊田村、古川村、東千太村
- 両三柳村 ← 三柳村、下三柳村
- 浦津村 ← 津末村、浦木村
- 長田村 ← 長砂村、陽田村
- 彦名村 ← 粟島村、下粟島村、後藤村
- 美吉村 ← 下飯生村、上飯生村、目組村
- 大殿村 ← 殿河内村、大寺村

- 朝金村 ← 上野村、馬平村、坪屋村、縄平村
- 金田村 ← 宮谷村、小松村
- 市山村 ← 市場村、山根村
- 田住村 ← 住吉村、石田村
- 八金村 ← 八子村、金崎村
- 中村 ← 江原村、今長村、篠相村
- 東上村 ← 金山村、二升村、常清村
- 下中谷村 ← 賀祥村、信頼村、入蔵村、あごうじ村
- 上中谷村 ← 赤谷村、定常村、早田村、大河内村、篠畑村

- 勝田村が米子町に合併し、勝田町と改称。
- 下阿賀村が阿賀村に合併。

- 明治11年（1878年）10月2日[5]（2町2宿141村）
  - 坂中村・長者原村が合併して坂長村となる。
  - 坂根村・谷川村・柏尾村が合併して福成村となる。
  - 福富村が尾高村に、灘村が佐陀村にそれぞれ合併。
- 明治12年（1879年）1月12日 - 郡区町村編制法の島根県での施行により行政区画としての会見郡が発足。郡役所が米子町に設置、同日大区小区制廃止。後に「汗入・会見郡役所」が米子町に置かれ、汗入郡とともに管轄。
- 明治14年（1881年）9月12日 - 鳥取県の管轄となる。
- 明治16年（1883年）7月17日 - 灘町新田を旗ヶ崎村と改称して分村[5]。（2町2宿142村）
- 明治21年（1888年）3月29日 - 東外江村・西外江村が合併して外江村となる[5]。（2町2宿141村）

### 町村制以降の沿革

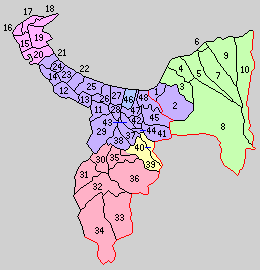
11.米子町 12.彦名村 13.住吉村 14.崎津村 15.渡村 16.外江村 17.境町 18.上道村 19.下浜村 20.中浜村 21.大篠津村 22.夜見村 23.富益村 24.和田村 25.加茂村 26.福米村 27.福生村 28.車尾村 29.成実村 30.天津村 31.大国村 32.法勝寺村 33.東長田村 34.上長田村 35.手間村 36.賀野村 37.五千石村 38.尚徳村 39.幡郷村 40.大幡村 41.県村 42.王子村 43.古豊千村 44.八幡村 45.大高村 46.日吉津村 47.巌村 48.佐陀村（紫：米子市 桃：境港市 青：西伯郡日吉津村 赤：西伯郡南部町 黄：西伯郡伯耆町）

- 明治22年（1889年）10月1日 - 町村制の施行により、以下の町村が発足。特記以外は現・米子市。（2町36村）
  - 米子町（単独町制[8]）
  - 彦名村（単独村制）
  - 住吉村 ← 旗ヶ崎村、安倍村、上後藤村
  - 崎津村 ← 大崎村、葭津村
  - 渡村 ← 渡村、森岡村（現・境港市）
  - 外江村、境町、上道村（それぞれ単独村制。現・境港市）
  - 下浜村 ← 福定村、中野村、竹内村、高松村（現・境港市）
  - 中浜村 ← 小篠津村、新屋村、佐斐神村（現・境港市）
  - 大篠津村、夜見村、富益村、和田村（それぞれ単独村制）
  - 加茂村 ← 両三柳村、河崎村
  - 福米村 ← 西福原村、東福原村、米原村
  - 福生村 ← 上福原村、皆生村
  - 車尾村 ← 中島村、車尾村、観音寺村
  - 成実村 ← 奥谷村、石井村、奈喜良村、日原村、橋本村、古市村、新山村、吉谷村、陰田村、西大谷村、美吉村、長田村、宗像村
  - 天津村 ← 境村、福成村、清水川村、阿賀村（現・西伯郡南部町）
  - 大国村 ← 原村、倭村、北方村、猪小路村、与一谷村、西村、絹屋村、鍋倉村（現・西伯郡南部町）
  - 法勝寺村 ← 法勝寺宿、落合村、鴨部村、武信村、馬場村、道河内村、徳長村、伐株村、福頼村、掛相村、馬佐良村（現・西伯郡南部町）
  - 東長田村 ← 八金村、中村、東上村（現・西伯郡南部町）
  - 上長田村 ← 大木屋村、上中谷村、能竹村、下中谷村（現・西伯郡南部町）
  - 手間村 ← 寺内村、三崎村、天万宿、宮前村、田住村（現・西伯郡南部町）
  - 賀野村 ← 荻名村、市山村、浅井村、高姫村、井上村、御内谷村、金田村、朝金村、池野村、鶴田村（現・西伯郡南部町）
  - 五千石村 ← 諏訪村、八幡村、福市村
  - 尚徳村 ← 青木村、下安曇村、上安曇村、別所村、兼久村、榎原村、大袋村
  - 幡郷村 ← 大殿村、岩屋谷村、坂長村、小野村、金廻村、小町村（現・西伯郡伯耆町）、諸木村（現・西伯郡南部町）
  - 大幡村 ← 上細見村、立岩村、吉定村、岸本村、押口村、吉長村、遠藤村（現・西伯郡伯耆町）
  - 県村 ← 石州府村、福万村、日下村、河岡村
  - 古豊千村 ← 高島村、古豊千村
  - 八幡村 ← 東八幡村、水浜村
  - 王子村 ← 下新印村、赤井手村、一部村、上新印村
  - 大高村 ← 尾高村、岡成村、泉村、下郷村
  - 日吉津村 ← 日吉津村、富吉村、今吉村（現存）
  - 巌村 ← 二本木村、蚊屋村、今在家村、浦津村、吉岡村、熊党村
  - 佐陀村 ← 佐陀村、中間村、小波村、平岡村
  - 福岡村が日野郡日吉村の一部となる。
- 明治22年（1889年）12月
  - 下浜村が改称して余子村となる。
  - 佐陀村が改称して大和村となる。
- 明治29年（1896年）4月1日 - 郡制の施行により、「汗入・会見郡役所」の管轄区域をもって西伯郡が発足。同日会見郡廃止。

## 行政
郡役所
- 明治5年（1872年） - 庄屋、名主、年寄等の名称を廃し、大庄屋を郡長と、村庄屋を村長と称す。口会見郡長は山根作兵衛（日吉津村）、奥会見郡長は細田半七郎（上長田村）が維新後初代の郡長に就任[6]。
- 明治12年（1879年）1月6日 - 島根県甲第1号布達により、会見郡役所を米子中町に設置[9]。
- 明治13年（1880年）11月20日 - 島根県甲第192号布達により、汗入・八橋郡役所のうち汗入郡を会見郡役所に統合。汗入・会見郡役所として会見郡米子中町に設置[9]。
- 明治20年（1887年） - 郡役所を会見郡米子西町に移転[10]。

島根県会見郡長、汗入・会見郡長
- 大西清太[6]

鳥取県汗入・会見郡長
| 代            | 氏名       | 就任年月日                 | 退任年月日                 | 出身   | 前任                 | 転任                   |
| ------------- | ---------- | -------------------------- | -------------------------- | ------ | -------------------- | ---------------------- |
| 1             | 森田幹     | 明治14年（1881年）11月26日 | 明治20年（1887年）5月3日   | 鳥取県 | 任命                 | 邑美・法美・岩井郡長   |
| 2             | 原作蔵     | 明治20年（1887年）5月30日  | 明治22年（1889年）11月22日 | 滋賀県 | 県属                 | 福島県安達郡長         |
| ‐             | 随朝斌     | 明治22年（1889年）11月22日 | 明治22年（1889年）12月11日 | ‐      | （郡長代理、郡書紀） | （郡長代理、郡書紀）   |
| 3             | 森田幹     | 明治22年（1889年）12月11日 | 明治23年（1890年）10月4日  | 鳥取県 | 邑美・法美・岩井郡長 | 依願免官               |
| ‐             | 随朝斌     | 明治23年（1890年）10月4日  | 明治23年（1890年）11月6日  | ‐      | （郡長代理、郡書紀） | （郡長代理、郡書紀）   |
| 4             | 伊王野冬雄 | 明治23年（1890年）11月6日  | 明治24年（1891年）9月24日  | 鳥取県 | 高草・気多郡長       | 地方裁判所判事         |
| ‐             | 随朝斌     | 明治24年（1891年）9月24日  | 明治24年（1891年）10月23日 | ‐      | （郡長代理、郡書紀） | （郡長代理、郡書紀）   |
| 5             | 岡崎平内   | 明治24年（1891年）10月23日 | 明治27年（1894年）4月27日  | 鳥取県 | 衆議院議員           | 非職                   |
| 6             | 小山光正   | 明治27年（1894年）4月27日  | 明治29年（1896年）2月28日  | 鳥取県 | 日野郡長             | 非職                   |
| 7             | 宮川武行   | 明治29年（1896年）2月28日  | 明治29年（1896年）3月31日  | 福岡県 | 高草・気多郡長       | 郡統合により、西伯郡長 |
| 参考文献 - ・ |            |                            |                            |        |                      |                        |